# مارول تکنالوجی
مارول تکنالوجی (به انگلیسی: Marvell Technology, Inc.) که در سال ۱۹۹۵ تأسیس شد، تولیدکننده ابزارهای ذخیره‌سازی، تجهیزات مخابراتی و محصولات نیمه‌رسانا است. مارول دارای بیش از ۷۰۰۰ کارمند است. دفتر مرکزی اجرایی ایالات متحده در سانتا کلارا در کالیفرنیا قرار‌دارد و مراکز طراحی آن در کانادا، اروپا، اسراییل، هند، سنگاپور و چین قرار دارد.
مارول یک شرکت بدون ساخت است و سالانه بیش از یک میلیارد تراشه تولید می‌کند. بازار مارول محصولاتی نظیر ابزارهای ذخیره‌سازی با حجم بالا، محصولات بی‌سیم نظیر تلفن همراه، ابزارهای شبکه، محصولات سرگرمی دیجیتال و تلویزیون‌های هوشمند است.

## نگارخانه

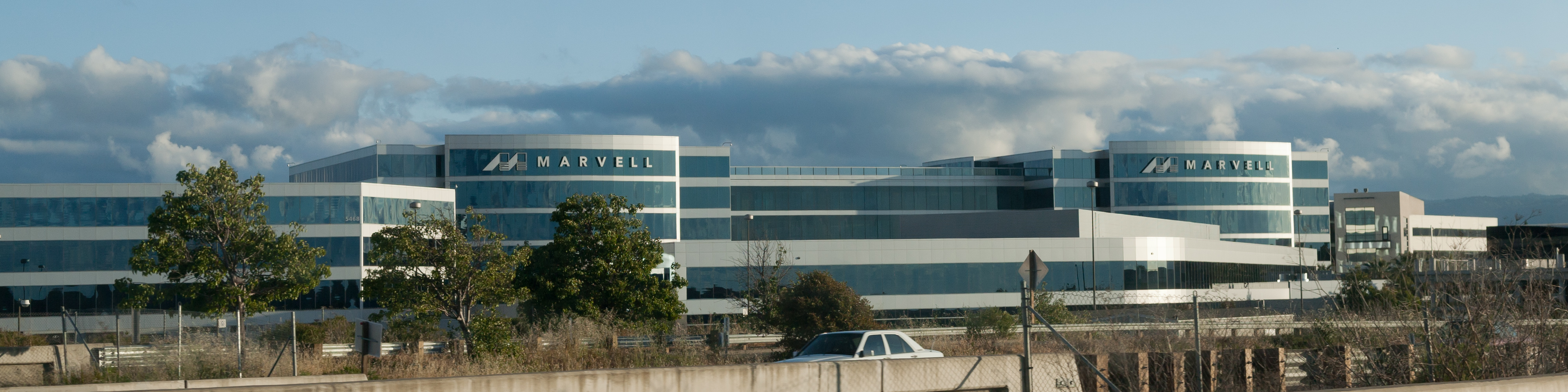
دفتر مرکزی مارول در سانتا کلارا

## مشتری‌ها و شرکای مارول
- ای‌سوز
- سیسکو سیستمز
- لنوو
- اوسرام
- سان دیسک
- سامسونگ
- زد تی ایی